# 국부 거품
국부 거품(영어: Local Bubble)은 우리 은하의 오리온자리 팔에 있는 성간 물질의 구멍이다. 거품은 여러 가지 중에서 국부 성간 구름과 G-구름, 그리고 우리의 태양계를 포함하고 있다. 국부 거품은 길이가 적어도 300 광년이고 중성수소 밀도가 약 원자 0.05 개/cm3 또는 우리 은하 내의 성간물질(0.5 개/cm3)의 평균 밀도의 약 10분의 1배, 국부 성간 구름(0.3 개/cm3)의 6분의 1배이다. 국부 거품 내의 뜨겁고 희미한 가스는 X-선을 방출한다.

## 가스의 원인
국부 거품 내의 매우 희박하고 뜨거운 가스는 2,000만 년 전에 폭발한 초신성의 결과이다.

## 잔해
그 초신성의 잔해의 유력 후보는 쌍둥이자리에 있는 펄사, 제밍가("쌍둥이자리 감마선 방출원")로 추정되고 있다. 그러나 더 최근에는, 플레이아데스 운동 성단의 하위 집단 B1 내의 다중 초신성이 거대거품 잔해를 만든 원인으로서 더 그럴듯하다고 주장되었다.

## 설명

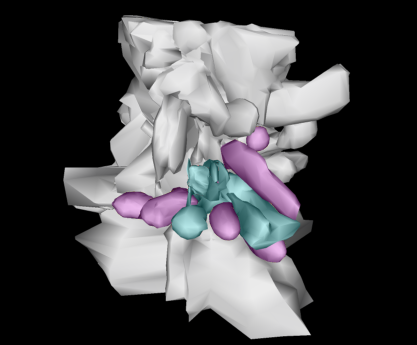
국부 거품(하얀색)과 근처 분자 구름(자홍색) 및 고리 I 거품의 일부(청록색)의 3D 모형.

태양계는 500만 년에서 1,000만 년 동안 국부 거품이 차지하는 영역을 여행해왔다. 태양계의 현재 위치는 거품 내의 밀한 물질 영역인 국부 성간 구름(LIC)에 위치해 있다. LIC는 국부 거품과 고리 I 거품이 접한 곳에서 형성되었다. LIC 내의 가스는 밀도가 입방센티미터당 원자 약 0.1개이다.
국부 거품은 공모양의 형태를 띠고 있지 않다. 은하면에서 좁은 형태를 한 것처럼 보이는데, 달걀형이나 타원형이 더 알맞다. 그리고 모래시계와 같은 모양으로 은하면 위아래로 넓어지고 있을지도 모른다. 국부 거품은 더 낮은 밀도의 성간물질로 구성된 다른 거품과 인접해 있는데, 특히 고리 I 거품이 그렇다. 고리 I 거품은 전갈자리-센타우루스자리 성협에서의 초신성과 항성풍으로 형성되었고, 태양으로부터 약 500 광년 떨어져 있다. 고리 I 거품은 도해도의 우측 상단에서 보이는 안타레스(전갈자리 알파)를 포함하고 있다. 몇몇 통로가 국부 거품의 구멍 및 고리 I 거품의 구멍과 연결되어 있는데, "이리자리 터널"이라 불린다. 국부 거품과 인접한 또다른 거품으로는 고리 II 거품과 고리 III 거품이 있다.

## 관측
2003년 2월에 발사되어 2008년 4월까지 활동한, 작은 우주 관측선인 우주 고온 성간 플라스마 분광 탐사선(Cosmic Hot Interstellar Plasma Spectrometer, CHIPS 또는 CHIPSat)이 국부 거품 내의 뜨거운 가스를 조사했다. 또한 국부 거품은 거품 내의 뜨거운 EUV 방출원을 조사했던 극자외선 탐사선 임무(1992-2001)에서의 관심 영역이었다. 거품의 가장자리 너머의 방출원이 발견되었지만, 밀한 성간물질에 의해 약화되었다.

## 같이 보기
- 굴드 대
- 가까운 별 목록
- 오리온자리-에리다누스자리 거대거품
- 페르세우스자리 팔
- 거대거품

## 더 읽어보기
- Anderson, Mark (2007년 1월 6일). “당신이 솜털을 얻기 전까지 멈추지 말라”. 《뉴사이언티스트》 193 (2585): 26–30. doi:10.1016/S0262-4079(07)60043-8.[깨진 링크(과거 내용 찾기)]
- Lallement, R.; Welsh, B. Y.; Vergely, J. L.; Crifo, F.; Sfeir, D. (2003년 12월 1일). “국부 거품 근처의 밀한 성간가스에 대한 3D 지도 작성”. 《천문학 및 천체물리학》 411 (3): 447–464. Bibcode:2003A&A...411..447L. doi:10.1051/0004-6361:20031214.
- “근지구 초신성”. 《Science@NASA Headline News》. NASA. 2003년 1월 6일. 2015년 1월 1일에 원본 문서에서 보존된 문서. 2014년 9월 27일에 확인함.
- “별에서 불어오는 미풍”. 《Science@NASA Headline News》. NASA. 2004년 12월 17일. 2010년 7월 23일에 원본 문서에서 보존된 문서. 2014년 9월 27일에 확인함.